# CMYK-Farbmodell
CMYK-Separation, simuliert mit Bildbearbeitungssoftware:

1. Cyan (C),

2. Magenta (M),

3. Yellow (Y),

4. Key (K),

5. CM,

6. CMY,

7. CMYK

CMYK-Farben, wie sie nach DIN 2846-1 in der Drucktechnik verwendet werden

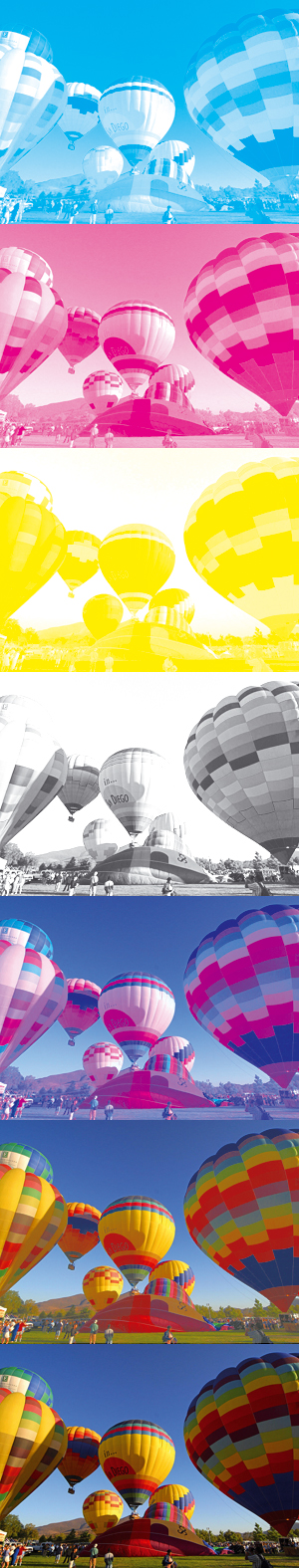
CMYK-Separation, simuliert mit Bildbearbeitungssoftware:
1. Cyan (C),
2. Magenta (M),
3. Yellow (Y),
4. Key (K),
5. CM,
6. CMY,
7. CMYK

Das CMYK-Farbmodell ist ein subtraktives Farbmodell, das die technische Grundlage für den modernen Vierfarbdruck bildet. Die englischsprachige Abkürzung CMYK, die auch in vielen nicht-englischsprachigen Ländern verwendet wird, steht für die drei Farbbestandteile Cyan, Magenta, Yellow und den Schwarzanteil, der traditionell als Key bezeichnet wird.
Das CMYK-Farbmodell ist ein geräteabhängiges Farbmodell. Es beschreibt vordergründig nur, zu welchen Anteilen ein Ausgabegerät die Farbbestandteile kombinieren soll, um einen bestimmten Farbton herzustellen. Wie ein solcher Farbton im Druck aussieht, hängt von der Drucktechnik, den eingesetzten Grundfarben und sogar von der zu bedruckenden Oberfläche ab.
Die Abbildung geräteunabhängiger Farbmodelle (meist der Lab-Farbraum) auf das CMYK-Farbmodell erfolgt über genormte Farbprofile, welche geräteabhängige Eigenschaften berücksichtigen und ausgleichen, um auch über verschiedene Ausgabegeräte hinweg ein möglichst einheitliches Druckbild zu erreichen.

## Grundlagen

### Etymologie
Der Ursprung der Benennung des Schwarzanteils mit „K“ ist nicht eindeutig etymologisch herzuleiten. Standardwerke des Vierfarbdrucks halten fest, dass das „K“ in der Abkürzung CMYK von der Verwendung einer „Schlüsselplatte“ (Key plate) im Druck stammt. Dies ist die schwarz druckende Platte, an der die drei farbigen Druckplatten im Passer ausgerichtet werden. Für die Bezeichnung des Ausrichtens der Druckplatten in diesem Kontext ist jedoch der Begriff des Registers gesetzt. Die Bezeichnung „Key“ stammt folgerichtig auch nicht aus dem Plattendruck, sondern ist erheblich älter: Bereits 1843 wurde sie bei Rotationsdruckmaschinen verwendet, um mit Schlüsselschrauben (screw keys) die Farbmenge zu regulieren – ein dem Offsetdruck ähnlicher Mechanismus. Der Bezug zur schwarzen Farbe fehlt hierbei. Ein alternativer Erklärungsansatz führt zum Erfinder des Dreifarb- und Vierfarbdrucks, Jakob Christoph Le Blon. Bei ihm nahm im Dreifarbverfahren die blaue Farbe eine vergleichbare Position im Verfahren ein wie Schwarz im Vierfarbdruck, nämlich die Farbe, an der sich die anderen ausrichten. Dennoch kürzte Le Blon Blau im Dreifarbdruck nicht mit „K“, sondern mit „B“ ab. Ein letzter Herkunftsdeutungsversuch stellt fest, dass durch die Verwendung des „K“s anstelle des Buchstabens „B“ („Black“) die Wahrscheinlichkeit einer Verwechslung mit der Farbe Blau (blue) vorgebeugt wird, sodass das „K“ traditionell-pragmatische Gründe hat.
Die Buchstabenreihenfolge „CMYK“ gibt nicht vor, in welcher Reihenfolge die Farben gedruckt werden oder wie sie zueinander ausgerichtet werden. Meist wird die alphabetische Reihenfolge für die drei Farbkomponenten bevorzugt. Weitere Schreibweisen sind verbreitet wie das umgekehrt alphabetische YMCK. Diese Schreibweise entspricht üblicherweise den Farbbelegungen in Vierfarbdruckmaschinen, wenn man sie entlang des Papierlaufes betrachtet: weißes Papier, darauf wird K, dann C, dann M und zum Schluss Y gedruckt, dann ist das Motiv abgeschlossen. Grundsätzlich sind zwar alle Schreibweisen möglich, als Industriestandard wird in der grafischen Industrie international meist CMYK verwendet.

### ISO-Skala (Euroskala)
Industrieller Farbdruck mit CMYK-Farben wird Druck nach Euroskala genannt, weil er sich farblich an der ehemaligen Europaskala orientiert. Diese Bezeichnung wird umgangssprachlich (vor allem in den USA als Euroscale) für den europäischen Offsetdruck gebraucht. Die Euroskala ist keine korrekte Norm; die korrekte Bezeichnung dafür ist ISO-Skala. Die zugehörige Normierung ISO 2846 definiert für Farblieferanten die Eigenschaften dieser Farben. In der ISO 12647-2 ist die Farbwirkung dieser Druckfarben auf unterschiedlichen Druckpapieren beschrieben. Zur praktischen Anwendung dieser Norm existieren ICC-Profile, beispielsweise „ISO Coated sb“ für den Druck auf gestrichenen Papieren.

## Farbtheorie

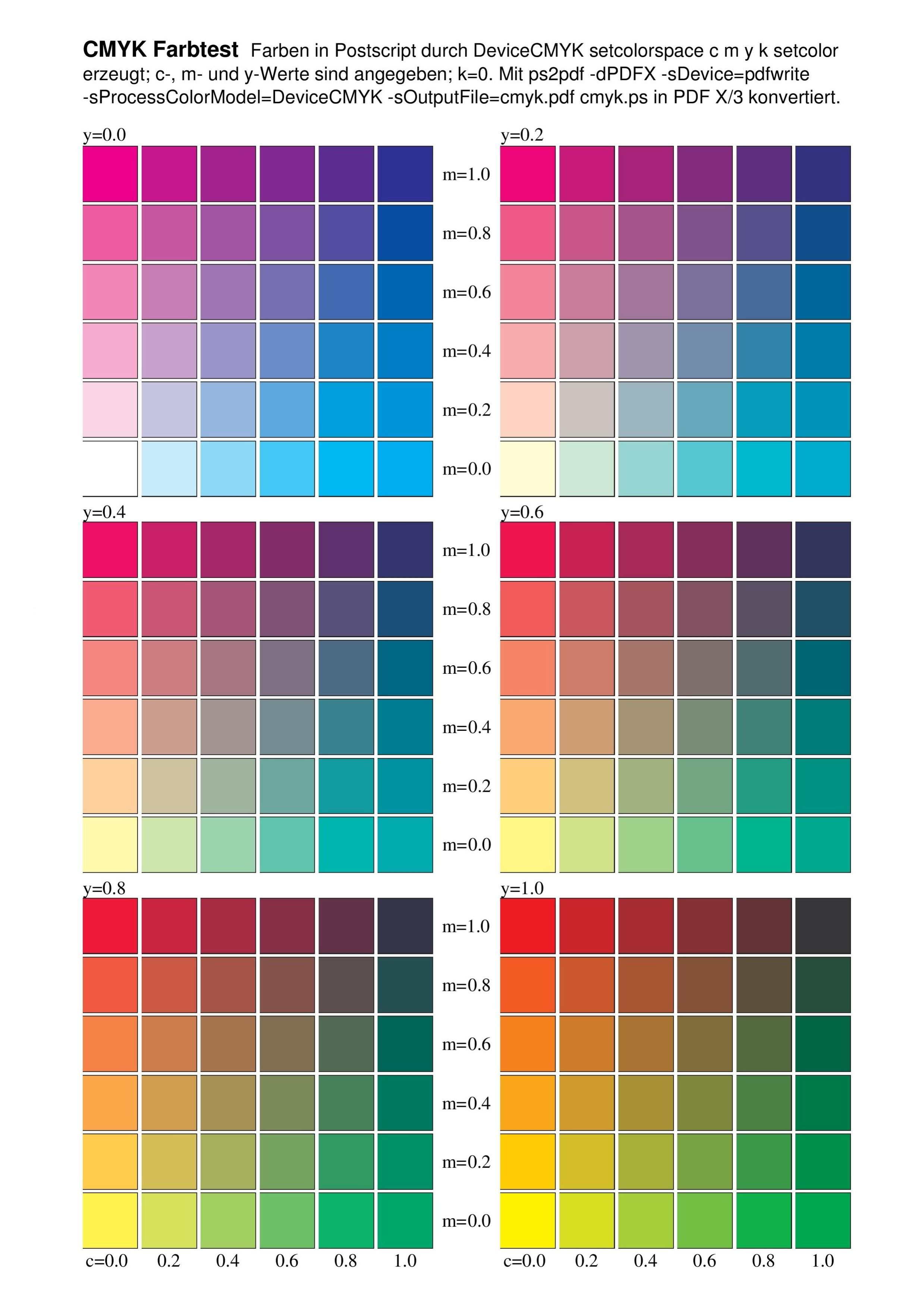
CMY-Farben mit 20 % Gradierungssprüngen, für K=0

### CMY-Farbraum und CMYK-Farbmodell
Das CMYK-Farbmodell ist ein generatives Farbmodell, es beschreibt die technischen Mischverhältnisse seiner vier Grundfarben unabhängig davon, welche Grundfarben (Farbvalenzen) letztlich verwendet werden. Die möglichen Werte für jede der vier einzelnen Farben liegen zwischen 0 % und 100 %. 0 % steht für unbedruckt und 100 % für eine Volltonfläche.
Um farbtreue Druckergebnisse zu erzeugen, wurden diese mit den ISO-Standards 15929 und 15930 genormt. Dabei hat sich in der europäischen Druckindustrie PDF/X-3 als (Minimal)-Standard durchgesetzt. In Nordamerika ist das etwas weniger restriktive PDF/X-1a-Format Standard. Für farbverbindliche Drucke muss jede einzelne Komponente (beispielsweise Digicam, Scanner, Monitor, Druckertreiber, Tinte, Papier) profiliert werden.

Auf der Abbildung „CMY-Farben“ sind die CMY-Farben in 20-prozentigen Gradierungssprüngen dargestellt. Die Grafik liegt im PDF/X-3-Format vor. Man verwendet für das CMYK-Farbmodell vier genormte Farbtöne, die Prozesscyan, Prozessmagenta, Prozessgelb (auch Eurogelb) und Prozessschwarz genannt werden. 

### Schwarzaufbau
Die zusätzliche Druckfarbe Schwarz (Key), für die das CMYK-Farbmodell entworfen wurde, ist für den Zusammendruck der drei Bunttöne nötig, da diese theoretisch, aber nicht praktisch ein ausreichend tiefes Schwarz ergeben. Die Grundfarben des CMY-Farbraumes stehen für das subtraktive Farbmodell, wie dieses das Verhalten von Licht beschreibt. Für die im Druck verwendbaren Cyan-, Magenta- und Gelb-Pigmente gibt es keine Farbmittel, die die nötigen optischen Eigenschaften einer Optimalfarbe haben. Andererseits ist Schwarz für den Unbuntaufbau eines Bildes unbedingt nötig. Als Methode hierfür dient die Unterfarbenreduktion, deren Art und Stärke in den CMYK ICC-Profilen definiert ist. Es wird bei der Separation des Bildes bestimmt, um zu vermeiden, dass zu viel Farbe übereinander gedruckt werden muss. Mithin: Die realen Absorptionseigenschaften von Pigmenten für Druckfarben lassen keine solche Mischung zu, die mit drei Grundfarben tatsächlich ein tiefes Schwarz ergibt. Pigmente ergeben keine gleichmäßige Auslöschung der Intensitäten, sondern (bestenfalls) ein dunkles Braun. In der Praxis wird für ein reines, tiefes Schwarz das Pigment Ruß genutzt. Zusätzlich wird gegen dessen natürlichen Rotstich meist mit Reflexblau geschönt. Zur Verbesserung des Kontrasts in dunklen Bild- oder Zeichnungsteilen wird Schwarz im Vierfarbdruck verwendet. Außerdem lassen sich die farbmetrisch korrekten Buntfarben technisch nicht effektiv nachstellen und der Bedruckstoff (meist ein Papier) ist farbmetrisch nicht neutralweiß.

## Anwendung

### Drucktechnik
CMYK ist das Standardfarbmodell der Drucktechnik für den Vierfarbdruck. Das Farbmanagement innerhalb der digitalen Druckvorbereitung erfolgt über ICC-Farbprofile.

### Computertechnik
Tintenstrahldrucker und Tintendrucker arbeiten ebenfalls mit CMYK-Farben. Viele Geräte weisen zusätzlich noch weitere Tinten auf: Durch eine oder mehrere hellere Abstufungen von Magenta und Cyan oder auch durch Grautöne wird das Streuraster des Druckers bei hellen Farbmischungen weniger wahrgenommen. Zusätzliche Tinten in grün, rot, orange oder blau erweitern den Farbumfang des Druckers. Auch Farblaserdrucker und die seltenen Farbnadeldrucker arbeiten meist mit CMYK-Farben.

### Lichttechnik
Das CMYK-System wie auch RGB(W) kann als Farbmischsystem in der Veranstaltungstechnik verwendet werden. Hierbei werden mit elf dichroitischen Filtern die verschiedenen Farben erzeugt. In der Lichttechnik wird direkt mit Lichtern gearbeitet, wodurch die für Druckfarben beschriebenen beschränkten Eigenschaften entfallen, vielmehr wird Schwarz durch „Ausschalten“ erreicht.